# St. Martin (Hochdorf)

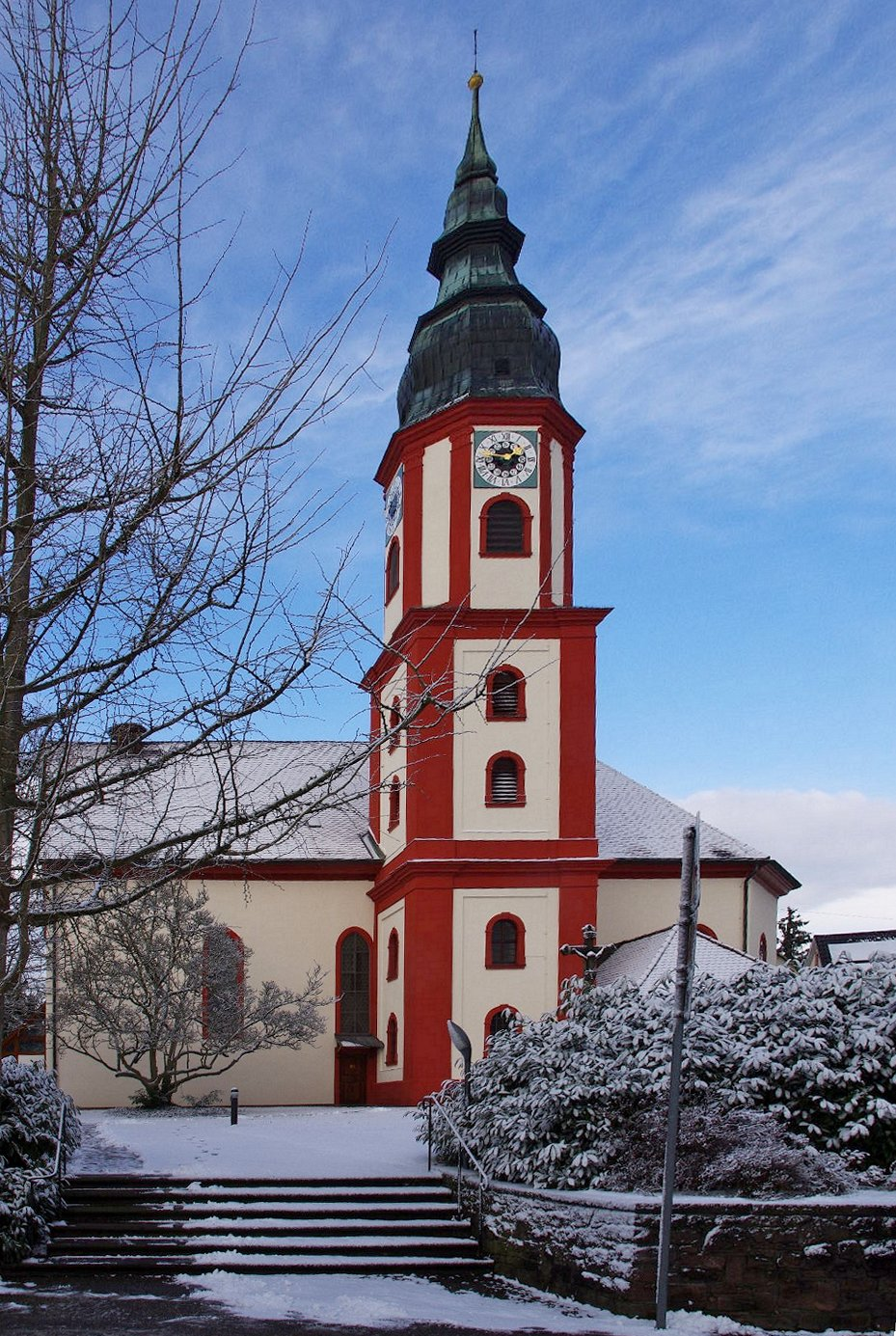
Hochdorf, St. Martin

Die Pfarrkirche St. Martin im Stadtteil Hochdorf der Stadt Freiburg im Breisgau ist ein römisch-katholisches Kirchengebäude, das zur Seelsorgeeinheit Freiburg Nordwest im Dekanat Freiburg des Erzbistums Freiburg gehört. Kirchenpatron ist der heilige Martin von Tours.

## Geschichte

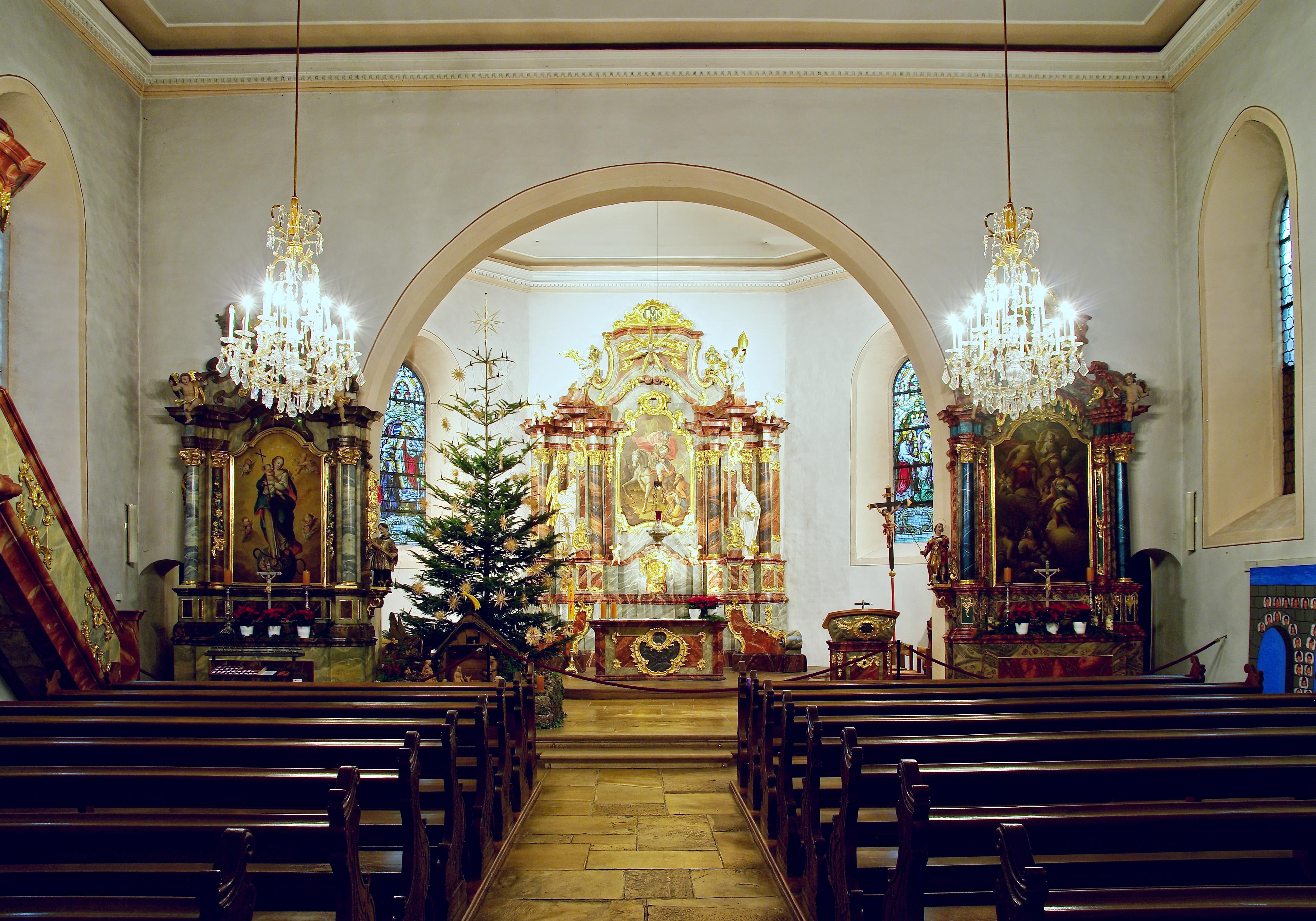
Hochdorf, St. Martin, innen

Die heutige Kirche wurde 1712 an der Stelle einer wesentlich kleineren Vorgängerkirche erbaut. Dabei wurden der Turm und die südliche Längsmauer der deutlich kleineren Vorgängerkirche sowie Teile weiterer Vorgängerkirchen in den Neubau einbezogen. In dem zum Großteil barocken Kirchensaal mit polygonem Chorabschluss wurden an der Orgelempore Mauerreste aus der Zeit zwischen 1050 und 1100 gefunden sowie ein gotisches Fenster aus der Zeit um 1300. Auch Reste von Fresken aus der Zeit um 1500 sind noch sichtbar. Zum Stil des Barock gehört der Hochaltar von Johann Pfunner (1767), ein Sebastianaltar von Benedikt Gambs (1740) und das Taufbecken aus Sandstein, während die Kanzel von 1764 bereits Elemente des Rokoko aufweist. Der neue Turm, errichtet 1767 durch Johann Baptist Häring, wurde zum Wahrzeichen von Hochdorf. 1822 stürzte die Decke der Kirche ein; sie wurde in einfachem Stil des Klassizismus wieder hergestellt. Nach dem Zweiten Vatikanisches Konzil wurde der durch einen Chorbogen abgeteilte Chor entsprechend den Vorgaben der Liturgiereform umgestaltet.

## Ausstattung

### Altar
Besonderes Ausstattungsstück ist der Hochaltar. Der Aufbau mit Rokokodekorationen deutet auf eine Werkstatt im Umkreis des Schwarzwälder Bildhauers Matthias Faller hin. Das über zwei Meter hohe Altarbild mit der Darstellung des mantelteilenden römischen Offiziers Martinus ist durch eine Signatur eindeutiger zuordenbar – es stammt von Johann Pfunner und wurde 1767 fertiggestellt. 

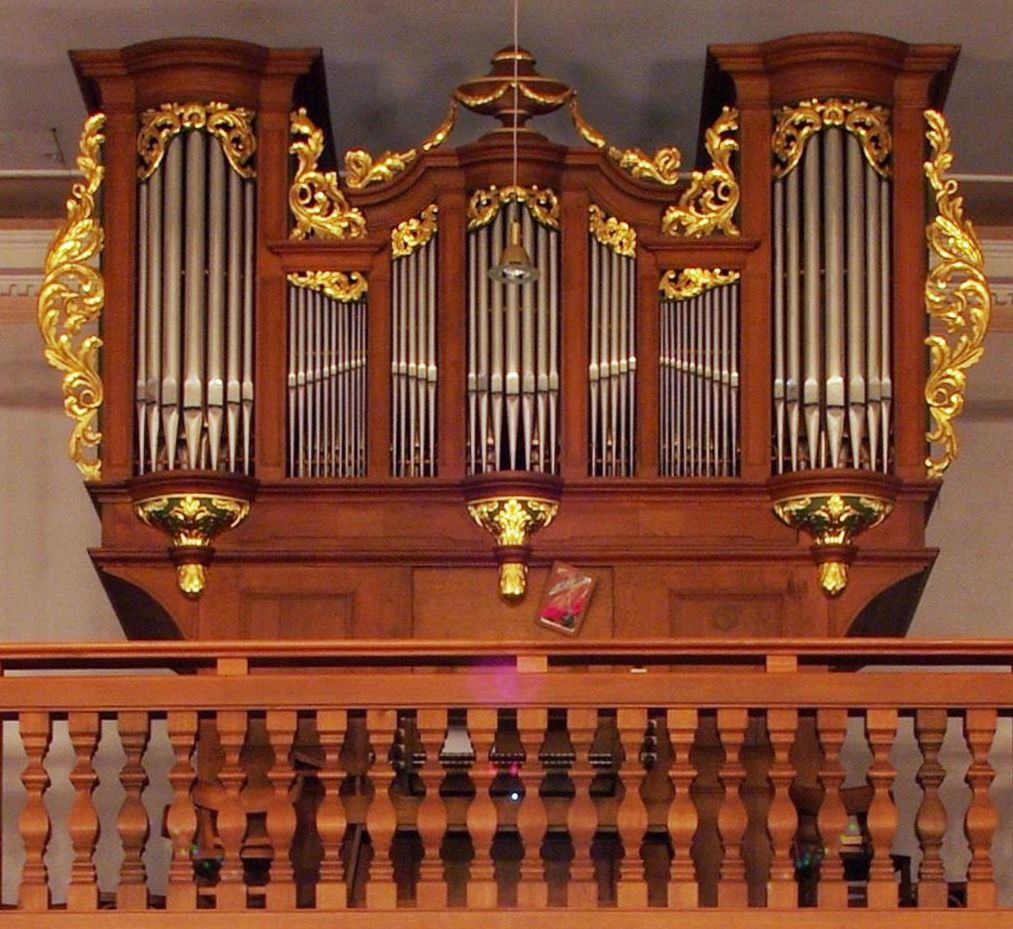
Orgel von St. Martin

### Orgel
Von der ersten Orgel im heute noch vorhandenen spätbarocken Prospekt wissen wir noch durch Inschrifttäfelchen am Gehäuse – Xaver Bernauer Orgelbauer in Staufen.1804. Sie hatte 12 Register auf einem Manual. Die Orgel musste 1913 einem Nachfolgeinstrument des Orgelbauers Xaver Mönch mit 15 Registern auf zwei Manualen weichen. Dieses wiederum wurde 1975 ersetzt durch ein Instrument mit 14 Registern auf zwei Manualen und Pedal von Johannes Rohlf.

## Turm und Glocken
Der auf der Südseite der Kirche angebaute Kirchturm mit quadratischem Grundriss besteht im unteren Teil aus zwei durch Lisenen und Gesimse deutlich voneinander abgesetzten Geschossen; auf diesen sitzt ein achteckiges Glockengeschoss mit hochgesetzten Zifferblättern der Turmuhr. Gekrönt wird der Turm durch einen Turmhelm aus sich übereinander verjüngenden welschen Hauben, was ihm sein unverwechselbares Aussehen gibt.
In der Glockenstube hängt ein vierstimmiges Glockengeläut aus Bronze, gegossen 1975 von der Glockengießerei Heidelberg in der Nachfolge von Friedrich Wilhelm Schilling. Es ersetzte ein Geläut aus Gusseisenglocken von 1947, das klanglich nicht befriedigte.
| Nr. | Name          | Durchmesser | Gewicht | Schlagton |
| --- | ------------- | ----------- | ------- | --------- |
| 1   | Jahweglocke   | 1044 mm     | 759 kg  | fis′±0    |
| 2   | Jesusglocke   | 880 mm      | 473 kg  | a′+2      |
| 3   | Marienglocke  | 818 mm      | 395 kg  | h′±0      |
| 4   | Martinsglocke | 722 mm      | 250 kg  | d″4       |

Alle Glocken sind am Uhrschlag beteiligt, Glocke 1 schlägt die volle Stunde, die anderen schlagen alle Viertelstunden. 

## Nachweise
1. ↑  orgel-verzeichnis.de: Freiburg im Breisgau / Hochdorf – St. Martin
2. ↑  Glockeninspektion Erzbistum Freiburg: Kath. Pfarrkirche St. Martin in Freiburg-Hochdorf

Koordinaten: 48° 3′ 0,22″ N, 7° 48′ 5,04″ O